# Lac Angitola
Le lac Angitola (italien : Lago Angitola) est un lac situé près de la commune de Maierato, dans la province de Vibo Valentia en Calabre, en Italie. La retenue d'eau alimente les turbines d'une centrale hydroélectrique.

## Zone protégée
En 1975, la zone du lac a été reconnue comme oasis naturaliste et confiée à la gestion du WWF de Calabre. Depuis 1985, elle a été définie comme une zone humide d'importance internationale.
La zone du lac, bien que non attenante, entre dans le périmètre du Parc naturel régional de Serre.
De plus, le lac Angitola et les dunes d'Angitola sont deux sites d'intérêt communautaire reconnus par le ministère de l'Environnement. 

## Flore et faune
Autour du lac se trouvent des oliveraies et des maquis méditerranéens. Il existe également une bande de reboisement en pins d'Alep. Sur les rives se trouvent des spécimens de peuplier noir, de massette à larges feuilles, de saule blanc, d'aulne noir, d'eucalyptus et de chêne-liège. 
La région attire de nombreuses espèces d'oiseaux, notamment : le balbuzard pêcheur, le busard des roseaux, la Grande Aigrette, le héron pourpré, le héron cendré, le Grand Cormoran, l'aigrette garzette, le canard colvert, la mouette mélanocéphale, l'ibis falcinelle, la spatule blanche et le grèbe huppé.